# David Rodríguez (voetballer)
David Rodríguez Sánchez (Talavera de la Reina,  14 februari 1986) is een Spaans voetballer. Hij speelt als aanvaller bij Celta de Vigo.

## Clubvoetbal
Rodríguez speelde vanaf 2000 in de jeugd van Atlético Madrid. In het seizoen 2003/2004 kwam de aanvaller bij het tweede elftal. Na twee seizoenen op huurbasis bij Ciudad de Murcia (2004/2005) en UD Las Palmas (2005/2006), speelt Rodríguez vanaf 2006 weer voor Atlético B. Een half jaar later vertrok hij naar UD Salamanca. In 2008 versierde hij een transfer naar UD Almería dat hem meteen verhuurde aan Celta de Vigo. In 2010 tekende hij definitief bij Celta de Vigo.

## Nationaal elftal
Rodríguez werd in 2003 verkozen tot beste speler van het EK Onder-17. Spanje eindigde destijds op de tweede plaats. Rodríguez werd bovendien topscorer van het toernooi met zes doelpunten. De aanvaller scoorde viermaal tegen Oostenrijk (5-2) in de halve finale. Zijn andere twee doelpunten maakte Rodríguez in de tweede groepswedstrijd tegen Israël (3-0) en in de finale tegen Portugal (1-2).
1 Villar ·
2 Starfelt ·
3 Mingueza ·
5 Carreira ·
6 Moriba ·
7 Iglesias ·
8 Beltrán ·
9 Douvikas ·
10 Aspas  ·
11 Cervi ·
12 González ·
13 Guaita ·
14 De la Torre ·
15 Aidoo ·
16 Jailson ·
17 Bamba ·
18 Durán ·
19 Swedberg ·
20 Alonso ·
21 Ristić ·
22 Manquillo ·
23 Allende ·
24 Domínguez ·
25 Rodríguez ·
30 Álvarez ·
33 Sotelo ·
Coach: Giráldez